# 1979 en Colombie-Britannique
Chronologie de la Colombie-Britannique
- 1975
- 1976
- 1977
- 1978
- 1979
- 1980
- 1981
- 1982
- 1983

Cette page concerne des événements qui se sont produits durant l'année 1979 dans la province canadienne de Colombie-Britannique.

## Politique
- Premier ministre : Bill Bennett
- Chef de l'Opposition :  Dave Barrett[1] du Nouveau Parti démocratique de la Colombie-Britannique
- Lieutenant-gouverneur : Henry Pybus Bell-Irving
- Législature :

## Événements
- Mise en service du British Columbia Provincial Law Courts, situé 800 Smithe Street à Vancouver[2].
- La Pacific Central Station remplace la  Waterfront Station comme gare ferroviaire principale.
- Achèvement du Seven Mile Dam, barrage-poids hydroélectrique en béton[3].

## Naissances

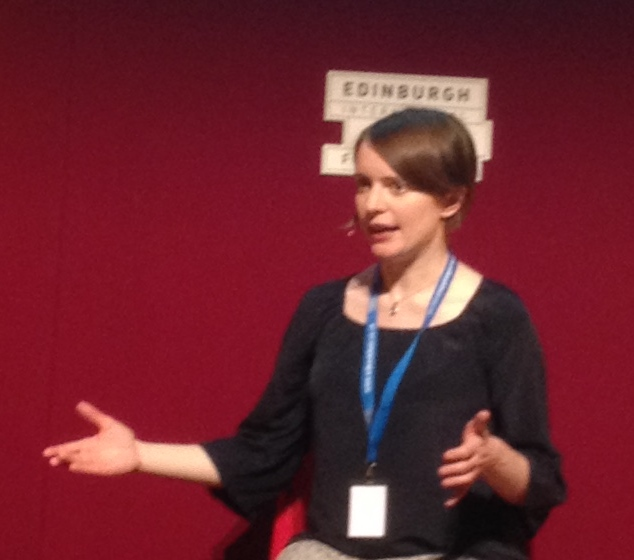
Emily St. John Mandel en 2015.

- Emily St. John Mandel, née en 1979 à Comox en Colombie-Britannique, est une romancière canadienne anglophone, spécialisée dans le roman policier. En 2014, elle aborde la science-fiction avec son roman Station Eleven qui est finaliste du National Book Award[4] et qui remporte le prix Arthur-C.-Clarke.

- 23 juin à Chilliwack : Tasha Tilberg,  mannequin canadienne[5],[6],[7].

- 12 juillet à Victoria : Heather Wurtele née Danforth, triathlète professionnelle canadienne, multiple vainqueur sur triathlon Ironman et Ironman 70.3.

- 12 décembre : Steve Montador, joueur de hockey sur glace.

## Décès
- 23 février : W.A.C. Bennett, premier ministre de la Colombie-Britannique.